# 塔林市镇
塔林市镇，是亞美尼亞西部阿拉加措特恩州的一个市镇，行政中心为塔林镇。市镇面积为948.75平方公里，2019年人口数量为27,163人。

## 友好城市
- 法國 瓦朗斯堡